# John Rawls
John Rawls (John Borden (Bordley) Rawls), ameriški filozof, * 21. februar 1921, Baltimore, Maryland, ZDA, † 24. november 2002, Lexington, Massachusetts, ZDA.
Ameriški filozof John Rawls je v svetovnem merilu prepoznan predvsem po svojem političnem liberalizmu, ki ga je navezoval na pravičnost in svobodo. Njegovo konceptualiziranje pravičnosti je pomenilo prelom v politični filozofiji, ki je bila dolgo časa preokupirana z utilitarizmom.
Rawls je bil profesor na Harvardu in v strokovni javnosti velja za enega izmed najpomembnejših filozofov 20. stoletja. Proslavil pa se je predvsem z deloma »A Theory of Justice« (Teorija pravičnosti) (1971) in »Political liberalism« (Politični liberalizem) (1993). Slednje se je v veliki meri navezovalo na Teorijo pravičnosti (velja za njeno nadgradnjo), kot se je tudi večina ostalih del tako ali drugače dotikala vprašanja pravičnosti. S temi vprašanji se je v iskanju možnosti za pravičnejši svet ukvarjal skozi celotno življenje.

## Izhodiščni položaj
Izhodiščni položaj je primeren začetek za razlago in razumevanje Rawlsovih načel pravičnosti. Lahko bi začeli marsikje drugje, koherentnost ter obenem kompleksnost Rawlsove teorije pravzaprav dopušča lotevanje iz kateregakoli položaja. A slej ko prej je za njeno logično utemeljitev treba priti tudi do izhodiščnega položaja. Morda pa je prav čisti začetek – kar izhodiščni položaj dejansko je – tudi najbolj primeren za nepoznavalca obravnavane teorije.
Rawls svoj prvotni položaj poimenuje izhodiščni položaj oziroma izvorna pozicija, v končni instanci pa gre pri različnih poimenovanjih posameznih avtorjev za bolj kot ne semantično razpravo in ekskluzivizem pojmov. V tem položaju se s sklenitvijo sporazuma prekine predpolitično in brezpravno naravno stanje, ki je burkalo duhove političnih filozofov skozi stoletja; oziroma vsaj vse od Hobbesa (1588-1679) naprej. Slednji je to naravno stanje opisal kot brutalno in surovo življenje, kot vojno vseh proti vsem ("bellum omnium omnes"), kar je njemu, in seveda posvetni oblasti, služilo za pripravno utemeljitev točno določenega političnega reda. S svojimi znanimi teorijami sta mu sledila najprej Locke (1632-1704) in za njim še Rousseau (1712-1778), ki stanja sicer nista slikala tako črno, vseeno pa je obstajalo dovolj razlogov za njegovo prekinitev. Rawls po drugi strani ni sledil tej ustaljeni poti in naravnemu stanju ni posvečal prav mnogo prostora. Očitno se je zavedal, da mu teoretiziranje o nedokazljivem (ali vsaj težko dokazljivem) ne bi pomagalo pri utemeljevanju osnovnih načel pravičnosti, niti jih ne bi bistveno spremenilo. Začenjamo torej kar z že omenjenim izhodiščnim položajem.
Najbolj pomembno je razumeti, da gre v primeru izhodiščnega položaja za hipotetičen položaj, v katerem bi (in ne so) bila sprejeta neka temeljna načela s strani racionalnih subjektov. Stanje lahko zato poimenujemo kar kontrafaktični miselni eksperiment. Ta idejni konstrukt, imaginarno stanje začetka političnega redu, Rawlsu potemtakem služi kot podlaga za izbiro načel pravičnosti. V tem stanju se načela ne le izbira, ampak tudi pojasnjuje, opravičuje in utemeljuje. Bolj natančna Rawlsova opredelitev se glasi izvorni položaj enakosti in nam dejansko pove veliko, saj gre nujno za položaj v katerem so vsi posamezniki med seboj enaki. Položaj dodatno poimenuje tudi izvorni položaj izbire, gre torej za položaj, v katerem poteče že omenjena izbira osnovnih načel na katerih bo temeljila družba. (Rawls 1971, 16-18)
Odgovor na vprašanje, zakaj sploh rabimo izhodiščni položaj, ki bi se morda komu porodil, je potemtakem ob krajšem premisleku po zgoraj prebranem popolnoma jasen. Ako hočemo dobiti nepristranski in »pravilen« odgovor na vprašanje, kaj je v družbi sploh pravično – in to je seveda glavni cilj, ki mu sledi Rawls – potem "moramo najti ustrezno pozicijo, kjer bomo ločeni od partikularnih značilnosti in okolnosti vse-obsegajoče kulture ozadja , od koder bo mogoče doseči pravično soglasje med svobodnimi in enakimi posamezniki."

### Tančica nevednosti
Pomemben del izhodiščnega položaja je zato Rawlsov koncept "tančice nevednosti",  ki omogoča prav to pozicijo; pozicijo poštenih okoliščin za izbiro temeljev pravičnosti. V tej poziciji poznamo samo tisto, kar je za pojmovanje pravičnosti bistveno, ostalo pa 'izgine' za tančico nevednosti
Posamezniku tako ni znan družbeni položaj, ki ga zaseda, niti politično, kulturno ali ekonomsko stanje (države, družbe), v kateri živi. Ne pozna svojega dohodka, morebitne kariere, religijske orientiranosti, psihološke pripravljenosti na riziko ali v kateri generaciji živi. Subjekt celo ne ve, kako inteligenten je v 'resničnem življenju', ali ima zdravstvene probleme, kakšnega spola, rase in izgleda je. V tem položaju je torej večina drugače marsikomu bistvenih stvari zakritih, ker za pojmovanje pravičnosti po vsej verjetnosti res niso pomembne. Posamezniki imajo po drugi strani osnovna znanja ekonomije, politologije, antropologije, sociologije in psihologije, saj naj bi bila nujna za racionalno odločanje. 
S konceptualiziranjem izhodiščnega položaja so postavljeni temelji za ljudi in njihova razmišljanja o pravičnosti. Pri tej poziciji je gotovo najpomembnejše dejstvo, da pomanjkanje znanja o lastnem (bodočem) položaju v družbi vodi v nepristranskost in zato pravično izbiro (bodočih) razmerij pri sprejemanju družbene pogodbe, ki je temelj za družbo. Na tej podlagi se torej dejansko konstituira družba, kot skupnost posameznikov (kar je značilnost liberalcev, posameznik/družba).

## Družbena pogodba in temeljna načela pravičnosti
Izhodiščni položaj je torej temeljni kamen, kjer začnemo razmišljati o naših moralnih prepričanjih, o tem ali naša prepričanja glede pravičnosti ustrezajo temu položaju in ali ta načela podpirajo sodbe glede temeljnih družbenih institucij. Na tem mestu začnemo postavljati fiksne točke glede prepričanj, o katerih predpostavljamo, da jim koncept pravičnosti ustreza. Pri tem prihaja do gibanja med različnimi možnostmi in pride lahko do spreminjanja (začasnih) fiksnih točk pri iskanju sožitja. Nujno je najti vsaj minimalno ter stabilno soglasje in ko pridemo do točke soglasja, ki obenem ustreza našim trdnim moralnim sodbam, smo v refleksivnem ravnotežju. Le-to naj ne bi bilo nujno (do)končno, saj kakopak lahko pride do nove raziskave pogojev in zategadelj tudi ne gre govoriti o poslednjih resnicah o pravičnosti. A izvorni položaj naj bi implicitno sprejemali - ali vsaj resno upoštevali - in se dali pregovoriti le s filozofskimi razmisleki, ki so del prvotne pozicije. Torej spreminjanje pozicij bi v idealnem primeru potekalo izključno preko ponovitve pogojev, ki smo jih že omenili: tančica nevednosti ter izhodiščni položaj (pojma se logično prepletata). (Ule 2004, 382-384)
Načela izbrana v izhodiščem položaju morajo biti vsem razumljiva in javna, z njimi pa bi se morali strinjati vsi. Prav zato jih lahko obravnavamo, kot da je bila glede njih sklenjena pogodba (to je centralna točka kontraktualističnih teorij, sporazum oz. pogodba). Le-ta je za vse člane družbe koristna in obenem seveda tudi zavezujoča. Rawls je torej v času pisanja »Teorije pravičnosti« verjel, da je mogoče priti do vsem sprejemljive teorije dobrega, ki bi vodila v pravično ter tudi stabilno družbo
Po Rawlsovem mnenju bi racionalni posamezniki v izhodiščnem položaju izbrali naslednja temeljna načela pravičnosti, ki bi imela glavno vlogo v družbeni pogodbi:

#### Prvo načelo
Vsakdo ima enako pravico do popolnoma primernega sistema enakih temeljnih pravic in svoboščin, ki je za vse združljiv z ustreznim sistemom svoboščin; v tem sistemu je zagotovljena poštena vrednost enakih političnih, in samo teh, svoboščin.

#### Drugo načelo
Družbene in ekonomske neenakosti morajo zadostiti dvema pogojema:
(a) povezane morajo biti s funkcijami in položaji, ki so vsem na voljo pod pogojem poštene enakosti možnosti;
(b) morajo prinašati največ prednosti najšibkejšim členom družbe.

### Prednostni pravili
Obstajata tudi dve prednosti pravili, ki sta pomembni za Rawlsovo teorijo:
Prvo prednostno pravilo se tiče prioritete svobode. Svobodo je tako mogoče omejiti samo zaradi svobode. Gre za dva primera:
(a) pri manj razširjeni svobodi se mora z njo utrditi celoten sistem, ki mu pripada ta svoboda;
(b) manj kot enaka svoboda mora biti sprejemljiva tudi za tiste z manj svobode.
Drugo prednostno pravilo pravi, da ima pravičnost prednost pred učinkovitostjo in blaginjo. Poštena enakost možnosti je pred principom razlike. Tudi tukaj sta dva primera:
(a) neenakost možnosti mora povečati stopnjo možnosti tistim z manjšo možnostjo;
(b) prekomerna stopnja prihrankov mora na tehtnici lajšati breme tistih, ki nosijo njegovo breme.
Rawls dve prednostni pravili aplicira na temeljni načeli, ker se s tem hoče izogniti problemu prioritet. S tem zagotovi 'rangiranje', saj ima prvo načelo popolno prednost pred drugim. Najprej mora biti v družbi torej izpolnjeno prvo načelo, ki podeljuje temeljne svoboščine in pravice vsem, šele nato se lahko začne uveljavljati drugo, ki je bolj utilitaristične narave - utilitarizem je sicer pri večini ostalih liberalcev prisoten v večji meri
V prvem pravilu se tako jasno vidi striktna anti-utilitaristična nota avtorja, ki v njegovih tekstih znova in znova igra pomembno vlogo. Določene pridobljene pravice individuuma so nujno pred morebitno skupno koristjo družbe. Na tem mestu je jasno viden tudi vpliv Immanuela Kanta na Rawlsa.
Iz načel pa je prav tako razvidno, da Rawls implicitno predpostavlja, da vsak posameznik zaseda dva družbena položaja. Prvi je (enakovredno) državljanstvo (oz. "equal citizenship") zagotovljeno v prvem načelu, drugi pa umeščenost v sistemu razdelitve premoženja (drugo načelo). Morda bolj pomembna in vsekakor bolj prelomna v tej teoriji je socialna nota v drugem načelu, ki omogoča (izhodiščno) pošteno enakost možnosti. Razlike v premoženju so tako dovoljene le v toliko, v kolikor koristijo tistim, ki so najbolj zapostavljeni. S tem je v veliki meri odpravljen problem neenakosti, načelo pa je povsem kompatibilno tudi z državo blaginje. Rawlsov liberalizem se zato rado povezuje z evropsko socialno demokracijo, čeprav obstajajo med njima zelo pomembne razlike.
Razlog, da bi po mnenju avtorja bila v izhodiščnem položaju izbrana ravno ta načela pravičnosti, je v dejstvu, da bi si vsak racionalen posameznik hotel tudi v najslabšem primeru zagotoviti čim več. Gre za t. i. metodo maksimin v teoriji iger, kjer je pogosto najboljša strategija tista, ki nam obeta najboljši rezultat izmed tistih, ki so najslabši v vsaki posamezni igralni situaciji; najbolj razumno je iskati takšne opredelitve, ki omogočajo maksimalne rezultate ob najneugodnejših položajih. 
V to bi posameznika potisnila v prejšnjem poglavju predstavljena tančica nevednosti. Posameznik ne bi bil pripravljen postaviti na kocko pomembnih aspektov družbe, v kateri bo živel on in prihodnje generacije samo zato, da bi morda lahko dobil malo več. Kot smo že omenili "pomanjkanje znanja o lastnem (bodočem) položaju v družbi vodi v nepristranskost in zato pravično izbiro (bodočih) razmerij, kar je pomembna posledica tančice nevednosti. Cena bi namreč lahko bila zanj prevelika, če bi na kocko postavil vse; verjetnost, da bi posameznik živel v 'zgornjem odstotku' pa bi bila obenem seveda katastrofalno majhna, tako da bi vsak izbral kar se da možen ugoden položaj Tudi na tem mestu je jasna Rawlsova liberalistična nota, ki izpeljuje svoja načela pravičnosti iz egoistične narave posameznika.

## Posledice Rawlsove teorije
Rawlsova teorija in načela pravičnosti so bila kritizirana iz praktično vseh možnih strani; kar pa je navsezadnje standardno na področju filozofije in politične filozofije. Najpogostejši očitek je bil, da je njegova teorija moralna, ter da je preveč abstraktna, idealizirana koncepcija izhodiščnega položaja pa nemogoča. A v vsakem primeru je imela zelo močan vpliv in je pomenila pomemben teoretski prelom. Po mnenju slovenskega filozofa Antona Jamnika je tako prišla v času, ko so skozi dolgo obdobje prevladovale utilitaristične teorije. Tudi na tej točki je Rawls sledil Kantu, ki je trdil, da ljudje niso le sredstvo za dosego nekega cilja.
Močna stran izhodiščnega položaja ter tančice nevednosti je brez dvoma, da samo če poizkusimo prestopiti na to abstraktno Rawlsovo pozicijo, ki nam jo je omogočil, sami pri sebi prevprašujemo osnovno strukturo obstoječe družbe v kateri živimo. S tem ko poizkušamo posvojiti Rawlsove predpostavke in se "zakrivamo s tančico nevednosti" vidimo, kako samoumeven se nam zdi ves čas sistem, ki vendarle po dobrem premisleku ni tako zelo samoumeven. Stvari, ki se zdijo zdravorazumske, so daleč od tega, vsaj ko se vprašamo o samih temeljih na katerih stoji naša družba. Rawls nas že čisto implicitno sili prav v to, seveda če smo pripravljeni poizkusiti.

## Pomembnejša dela Johna Rawlsa
- "Outline of a Decision Procedure for Ethics", 1951, Philosophical Review
- "Two Concepts of Rules" 1955, Philosophical Review (COBISS)
- "Justice as Fairness", 1957, Journal of Philosophy
- "The Sense of Justice", 1963, Philosophical Review
- "Constitutional Liberty and the Concept of Justice" 1963,  Friedrich and Chapman, eds., Nomos, VI: Justice
- "Legal Obligation and the Duty of Fair Play", 1964, in S. Hook, ed., Law and Philosophy
- "Distributive Justice", 1967,  in Laslett and Runciman, eds., Philosophy, Politics, and Society
- "The Justification of Civil Disobedience", 1969, in Bedau, ed., Civil Disobedience (COBISS)
- Theory of Justice, 1971.
- "Justice as Reciprocity", 1971, in Gorovitz, ed., Utilitarianism
- "Legal Obligation and the Duty of Fair Play", 1971, in Murphy, ed., Civil Disobedience and Violence
- "Some Reasons for the Maximin Criterion", 1974, AER
- "Fairness to Goodness", 1975, Philosophical Review
- "A Kantian Conception of Equality", 1975, Cambridge Review
- "The Basic Structure as Subject.", 1977, American Philosophical Quarterly
- "Kantian Constructivism in Moral Theory" 1980, Journal of Philosophy
- "The Basic Liberties and Their Priority", 1982, in McMurrin, ed., Tanner Lectures on Human Values
- "Social Unity and Primary Goods", 1982,  in A. Sen and B. Wiliams, eds., Utilitarianism and Beyond
- "The Idea of an Overlapping Consensus", 1987, Oxford Journal for Legal Studies
- "The Priority of Right and Ideas of the Good.", 1988, Philosophy & Public Affairs
- "The Domain of the Political and Overlapping Consensus", 1989, NYU Law Review
- "Themes in Kant's Moral Philosophy", 1989, in Forster, ed., Kant's Transcendental Deductions (COBISS)
- The Law of Peoples", 1993, Critical Inquiry
- Political Liberalism, 1993
- The Law of the Peoples, 1999
- Collected Papers, 1999
- Lecture on the History of Moral Philosophy, with Barbara Hermann, 2000